# 北朝鮮漂流船問題
北朝鮮漂流船問題（きたちょうせんひょうりゅうせんもんだい）とは、朝鮮民主主義人民共和国の漁船が日本及びロシア･韓国等の領海に漂流、漂着する問題。本項では、主に日本への漂着について述べる。

## 2012年の生存例
2012年1月6日に島根県・隠岐島の近海の日本海で不審な小型木造船がいるという情報に基づき、海上保安庁第八管区海上保安本部（京都府舞鶴市）の巡視船と航空機によって島根県・隠岐島沖合約1キロ付近の海上で捜索したところ、いかりが下ろされた状態の木造船が確認された。船の大きさは全長約7メートル・幅約2メートルで、船体にはハングル文字が書かれ、GPS（衛星利用測位システム）が搭載されており、燃料タンクが空になっていて、水や食料はなかった。
船には3人の男性が生存しており、他1人の男性が低体温症で衰弱死していた。船員は北朝鮮の漁民を名乗り、2011年12月中旬に漁に出ている際に遭難し、死亡した男性は発見の数日前に死亡したと話している。また北朝鮮最高指導者の金正日の死去（2011年12月19日発表）は知らなかったと話す一方で、北朝鮮への帰国を希望している。この船については亡命目的や工作活動の説も出ていたが、日本政府は北朝鮮漁船の遭難と判断した。
日本と北朝鮮は非公式協議で帰国手続きを取ることで合意。1月9日に3人は福岡空港から北京を経由して北朝鮮に帰国した。1月19日に成人男性の1遺体は日本赤十字社の手で火葬され、遺骨が在日本朝鮮人総連合会に引き渡された。

## 2017年の生存例
2017年11月15日、海上保安庁の巡視船が大和堆の排他的経済水域外側にて転覆した小型木造船を発見。船底上にいた北朝鮮人3人を救助し、海上で他の北朝鮮漁船に引き渡した。また、同年11月23日には、秋田県由利本荘市の海岸に北朝鮮の小型木造船が漂着。8人が上陸して保護された。乗組員らは、秋田県警察の取り調べにより遭難したものと判断。いったん長崎県の大村入国管理センターへ移送されたのち、同年12月26日、関西国際空港から中国へ向け出国した。
2017年11月、北海道渡島小島に侵入した北朝鮮籍船については 渡島小島#北朝鮮籍漁船による掠奪と破壊行為 の項を参照のこと。

## 漂流船の数と2017年から2019年にかけての問題
2014年からの3年間で、日本に到達した朝鮮半島からと推定される漂流船の件数は176件（政府答弁書による）であったが、2017年の漂流船の数は単年度だけで104件（海上保安庁調べ）。月別には2017年12月の45件が突出した値となった。日本では風向きと海流などの関係で秋から冬にかけてが中心であったが、この時期、異なる季節には韓国･ロシアにも多数の漂着船があったことが報じられている。
この漂着数が急増した状況は2019年まで続く。多数の北朝鮮の漁船が日本海でイカ漁をしていることは知られていたが、2019年には日本が排他的経済水域と主張する大和堆で操業していたことが確認されている。
2018年1月16日、カナダで開催された北朝鮮の核・ミサイル開発に関する外相級会合の中で、日本側が漂流船が2017年に激増した問題に触れ「冬にもかかわらず食糧不足から不十分な燃料で出漁させられている。（一連の国連安保理による）制裁が効き始めている結果。」との趣旨の説明を行ったことが、後日、ティラーソンアメリカ合衆国国務長官の発言で明らかになっている。
北朝鮮の最高指導者に金正恩が就任後、国民に蛋白質を肉類で足りない分を魚･イカ等の水産物で摂取させることを考え、「漁業速度船」を標榜、その結果、漁民らが老朽化した旧式の木造船で出漁に駆立てられていたという。さらに、韓国政府や日本政府関係者によると、国連制裁で石炭や武器輸出が大幅に減り、外貨獲得のため漁業操業権を中国に売却したため、北朝鮮漁民は沖合に出て操業せざるをえなくなった可能性があるという。
漂流船の数に対して遺体が少ないことが指摘される。その理由として、荒波等にさらわれて遺体も残らなかった、漁民らも危険を減らすため集団で出漁し船の運航が困難となった場合は他船が人を回収し船は放棄したといったことが考えられている。一方、北朝鮮研究者の宮塚利雄は工作員が混じっているという説の可能性も否定できないとしている。
ほぼ同じ時期、リビアやシリアから難民が粗末な船に満載の状態で地中海を渡ってヨーロッパに脱出しようとして遭難死する事故が相次いでいることが国際的に報じられ、欧州ではこれについて同情論も起きていたが、日本では、ときに生きて漂着した漁民のことが話題になることはあったものの、同情論は少なく、欧州と対照を示した。
2020年、北朝鮮からの漂着船は激減した。韓国の世界北韓研究センター所長の安燦一は、昨年7月頃から北朝鮮はロシアや日本近海での操業を必要最小限度に制限し、北朝鮮当局は水や食糧などの補給で外国人と接触する恐れがあるためコロナ対策の一環と説明していると言う。北朝鮮がウイルスが海水に混じって流入することを恐れているためとする説すらある。

## 北朝鮮の対応
2019年2月5日、北朝鮮のメディアは、日本がこれまで北朝鮮の漁船や船員を救助してきたことについて、朝鮮赤十字会が日本側に謝意を伝えたことを報じた。
漁民の遭難が相次いだことから、2019年のシーズンは、北朝鮮当局が小型船による遠洋操業を差し止めたとする観測もなされている。

## 類似の出来事
- 1976年10月末から11月にかけて、大韓民国東部海域で操業していた同国の小型漁船が悪天候により次々と遭難。11月中旬までに27隻、乗組員350人が行方不明となった。同年11月17日、遭難した1隻が新潟県小木町（現佐渡市）に漂着、船の内外から15人の遺体が発見された[17]。